# Нарцис білий
Нарцис білий, нарциз білий (Narcissus poeticus) — багаторічна рослина роду нарцис.

## Назва
Одну зі своїх видових назв отримав через те, що історія літератури не знає жодної іншої рослини (окрім троянди), якій би було приділено стільки уваги поетами.

## Будова
Рослина має одиночну квітку на стеблі, довжина коронки не більше 1/3 довжини пелюсток, пелюстки білі, коронка плоска, яскравого кольору.

## Підвиди
- Нарцис вузьколистий (Narcissus angustifolius Curt.)